# KBC Split
Klinički bolnički centar Split (KBC Split) najmlađi je klinički bolnički centar u Hrvatskoj, najveći bolnički centar u Dalmaciji te drugi po veličini bolnički centar u Hrvatskoj koji zapošljava više od 4000 djelatnika. KBC Split središnja je zdravstvena ustanova Županije splitsko-dalmatinske i cijelog južnog područja Hrvatske, a nalazi se na trima lokacijama u Splitu: Firulama, Križinama te centru Grada (Splitske toplice). Ovoj ustanovi, kao regionalnoj bolnici, gravitira oko 1 000 000 državljana Republike Hrvatske, te oko 500 000 stanovnika južnog dijela susjedne Bosne i Hercegovine, kao i 500 000 turista tijekom sezone.
KBC Split obavlja specijalističku zdravstvenu zaštitu i bolničku djelatnost, te zdravstveno istraživačku djelatnost iz područja medicinskih znanosti. Centar ima 1 854 ležaja i 24 operacijske dvorane. Iskorištenost bolničkih kapaciteta je maksimalna, što u proteklim godinama iznosi preko 95%. U sklopu KBC-a Split djeluje 15 klinika, 4 klinička zavoda, 6 zavoda i 7 odjela i odsjeka. Za obavljanje ostalih poslova ustrojeno je ravnateljstvo i 12 službi. U KBC-u se godišnje hospitalizira preko 50 000 pacijenata koji ostvaruju više od 450 000 dana bolničkog liječenja, dok se u polikliničko-konzilijarnoj zdravstvenoj zaštiti godišnje prima preko 600 000 pacijenata kojima se pruža više od 2,5 milijuna usluga.

## Lokacija
Sjedište Kliničkog bolničkog centra Split nalazi se na adresi Spinčićeva 1, Split. KBC smješten je na trima lokacijama u Splitu: Firule, Križine i u centru grada (Toplice). Također, aktivna je i Podružnica Zagvozd. 

## Povijest splitske bolnice
Izgradnja prve bolnice u Splitu započeta je 1783. godine oporukom građanina Ante Ergovca. Civilna bolnica sv. Lazara sagrađena je 1794. godine unutar sjevernog gradskog bastiona Corner. U travnju 1953. narodni odbor Grada Splita službeno je osnovao Opću bolnicu Split, a ista se 1975. preselila u kompleks na Firulama, gdje se i danas nalazi. Opća bolnica Split postala je 3. lipnja 1986. Klinička bolnica Split, a 1993. bolnici su pridružene Splitske toplice te bolnica Križine (nekadašnja Vojna bolnica). Dana 29. kolovoza 2007. godine Ministarstvo zdravstva i socijalne skrbi dodijelilo joj je naziv Klinički bolnički centar Split (eng. University Hospital of Split).

## Ustrojstvene jedinice (klinike, zavodi, odjeli)
- Klinika za anesteziologiju, reanimatologiju i intenzivno liječenje
- Klinika za bolesti srca i krvnih žila
- Klinika za bolesti uha, nosa i grla s kirurgijom glave i vrata
- Klinika za dječje bolesti
- Klinika za dječju kirurgiju
- Klinika za infektologiju
- Klinika za kirurgiju
- Klinika za kožne i spolne bolesti
- Klinika za neurologiju
- Klinika za očne bolesti
- Klinika za onkologiju i radioterapiju
- Klinika za plućne bolesti
- Klinika za psihijatriju
- Klinika za unutarnje bolesti
- Klinika za urologiju
- Klinika za ženske bolesti i porode
- Klinički zavod za dijagnostičku i intervencijsku radiologiju
- Klinički zavod za mikrobiologiju i parazitologiju
- Klinički zavod za nuklearnu medicinu
- Klinički zavod za patologiju, sudsku medicinu i citologiju
- Zavod za fizikalnu medicinu i rehabilitaciju s reumatologijom
- Zavod za kardiokirurgiju
- Zavod za maksilofacijalnu kirurgiju
- Zavod za medicinsko laboratorijsku dijagnostiku
- Zavod za neurokirurgiju
- Zavod za transfuzijsku medicinu
- Odjel za bolničke infekcije i kliničku epidemiologiju
- Odjel za medicinsku fiziku
- Odjel za osiguranje i unapređenje kvalitete zdravstvene zaštite
- Odjel za znanost
- Objedinjeni hitni bolnički prijam (OHBP)
- Bolnička ljekarna
- Toplice
- Podružnica Zagvozd